# Your Body
"Your Body" là bài hát của nữ ca sĩ thu âm người Mỹ Christina Aguilera. Tác phẩm được phát hành dưới dạng đĩa đơn đầu tiên trích từ album phòng thu thứ bảy của cô, Lotus (2012). Bài hát được sáng tác bởi Savan Kotecha, Max Martin, Shellback, Tiffany Amber và được sản xuất bởi Martin và Shellback. "Your Body" được phát hành dưới dạng tải kỹ thuật số ngày 17 tháng 9 năm 2012 thông qua hãng đĩa RCA Records.
"Your Body" là một bài hát mang thể loại pop điện tử và R&B đương đại, với nhịp dubstep ở quãng tám của bài hát. Về mặt ca từ, bài hát nói về việc ham muốn với một người đàn ông lạ mặt mà hay gọi là "tình một đêm". "Your Body" được các nhà phê bình đánh giá tích cực vì chất giọng của Christina trong bài hát và gọi nó là một bài hát cuốn hút trong câu lạc bộ đêm. Bài hát đạt vị trí thứ 34 trên bảng xếp hạng Billboard Hot 100 và tiêu thụ được 103.000 bản tại Mỹ. Tại các quốc gia khác, "Your Body" xếp hạng khá khiêm tốn khi đạt vị trí thứ 10 tại Canada và lọt vào tốp 40 của Đan Mạch, Phần Lan, Đức, Hungary, New Zealand, Tây Ban Nha và Thụy Sĩ.
Video âm nhạc cho "Your Body" được quay tại Los Angeles, California. Trong video, Aguilera đóng vai một kẻ giết đàn ông đội lốt một cô gái quyến rũ. Nhưng có điều, thay vì khi Aguilera giết người có máu thì lại thay thế bằng sơn màu xanh hoặc kim tuyến màu hồng lấp lánh. Video được đạo diễn bởi Melina Matsoukas và được ra mắt trên VEVO vào ngày 28 tháng 9 năm 2012. Các nhà phê bình ca ngợi video về cốt truyện và gọi nó là một trong những video hay nhất của Aguilera.

## Thực hiện
Tạp chí Billboard thông báo rằng Aguilera đang khẩn trương thực hiện cho nhạc phẩm tiếp theo của mình sau khi phát hành album Bionic (2010). Tạp chí cũng cho biết nhà sản xuất danh tiếng Max Martin sẽ tham gia cùng. Ngày 23 tháng 8, một bản thu thử không chính thức mang tên "F*ck Your Body" bị rò rỉ trên mạng. Một bản cao cấp hơn của "Your Body" cũng bị rò rỉ trên mạng với lời bài hát không chính xác, với từ "sh*t" bị bỏ và từ "love" bị thay thế bằng từ "f*ck" (trong câu "All I Wanna Do Is Love Your Body"). Ngày 12 thán 9 năm 2012, Aguilera thông báo trên twitter về chi tiết phát hành của ca khúc, kèm theo bìa đĩa nhạc. Ngày 14 tháng 9, hãng đĩa thu âm RCA Records ra mắt "Your Body" trên đài radio và được phát hành trên các cửa hàng trực tuyến 3 ngày sau. Bài hát cũng được gửi tới các đài phát Top 40 Mainstream và Rhythmic ngày 18 tháng 9. Bìa đĩa nhạc cho "Your Body" thể hiện Aguilera mặc váy hồng phấp phới đã được đánh giá cao bởi các nhà phê bình.

## Sáng tác
"Your Body" được sáng tác bởi Savan Kotecha, Shellback, Max Martin và Tiffany Amber. Bài hát là một bản electropop và R&B có nhịp độ trung bình, với nhịp dubsteb ở giữa quãng tám trong phần điệp khúc. Nó được trợ giúp bởi các nhạc cụ có phím với các bộ gõ nhịp. Về mặt ca từ, bài hát nói về việc ham muốn với một người đàn ông lạ mặt trong một câu lạc bộ mà thường được gọi là "tình một đêm". Các nhà phê bình đã so sánh ca từ của bài hát với các bài hát trước của Aguilera bao gồm "Dirrty" từ album Stripped, "Ain't No Other Man" trong Back to Basics và "Not Myself Tonight" trong Bionic.

## Đánh giá chuyên môn
Bài hát đạt được nhiều đánh giá tích cực từ phía phê bình. Bill Lamb của trang mạng About.com đánh giá bài hát với số điểm 4 trên 5 sao, ca ngợi giọng ca đầy tự tin và khỏe khoắn của Aguilera và phần điệp khúc cuốn hút. Tờ tạp chí The Guardian Express cũng ca ngợi phần ca từ của "Your Body". Young Tan của tờ tạp chí So So Gay tại Anh đánh giá bài hát với số điểm là 4,5 trên 5 sao, nói rằng "giọng ca của cô ấy [Aguilera] thật mạnh mẽ" và "nó có thể làm nổ tung sàn nhảy." Nhưng anh cũng nói thêm, "phần ca từ quá đậm chất sex có thể khiến bài hát trở nên nhạy cảm với những người dưới 18 tuổi." Tờ tạp chí Rolling Stone đánh giá bài hát một cách tiêu cực, với số điểm 2 trên 5 sao, nói rằng bài hát "quá chậm và hầu như không có sức hút."

## Video âm nhạc

### Thực hiện
Video âm nhạc của "Your Body" được thực hiện bởi đạo diễn Melina Matsoukas, người đã từng đạo diễn các video đình đám như "Just Dance" của Lady Gaga và "S&M" của Rihanna. Video được quay tại Los Angeles, California trong hai ngày 20 và 21 tháng 8. Một đoạn trích từ video được ra mắt trên chương trình truyền hình thực tế The Voice vào ngày 17 tháng 9. Video chính thức được cô đăng tải trên YouTube vào ngày 28 tháng 9 năm 2012. Aguilera nói với Ryan Seacrest trên đài KIIS FM, "Tôi thật sự rất hứng thú về việc phát hành video này. Tôi đang cố gắng hoàn thiện video một cách nhanh nhất có thể. Nó rất vui nhộn, dễ xem!"
Video âm nhạc của "Your Body" đạt được 2 triệu lượt xem chỉ trong vòng 24 giờ đầu tiên. Nó đã được đề cử một giải World Music Award ở hạng mục Video xuất sắc nhất.

### Tổng quan và nhận định
Video bắt đầu với biển cảnh báo "NO MEN WERE HARMED IN THE MAKING OF THIS VIDEO" ("Không người đàn ông nào bị thương tích trong quá trình thực hiện video này"). Sau đó, Aguilera xuất hiện với tóc bạch kim và highlight hồng, xem tivi. Trong video, Aguilera đã gặp gỡ 3 người đàn ông là mặt ở 3 địa điểm khác nhau: ở hoang mạc, trong câu lạc bộ đêm và tại nhà nghỉ. Người đàn ông đầu tiên (Adam Levine) bị Christina mê hoặc trong xe ô tô, rồi sau đó bị giết ở hoang mạc khi Christina cho chiếc xe nổ tanh bành, với tia lửa điện màu hồng phát ra. Người đàn ông thứ hai bị Christina mê hoặc và bị dụ vào nhà vệ sinh nam, sau đó cũng bị giết, với lớp sơn màu xanh bắn tung tóe trong nhà vệ sinh thay vì máu. Aguilera gặp người đàn ông thứ ba trong một cửa hàng ven đường và bị cô dụ vào nhà nghỉ. Sau đó, Christina dùng gậy bóng chày đập vào đầu anh ta và kim tuyến hồng lấp lánh phun ra khắp phòng. Tất cả các cảnh giết người đều được giảm độ man rợ, thay vì máu, đạo diễn đã thay thế bằng sơn hoặc kim tuyến. Xen kẽ các cảnh đó còn có cảnh Aguilera xem tivi cũ. Cảnh cuối cùng, Aguilera ở trong nhà, xem tivi về bộ phim hoạt hình từ những năm 1970 và chương trình về ngôi sao Lucille Ball, sau đó tắt ngóm. Video âm nhạc cho "Your Body" được các nhà phê bình khen ngợi hết lời về cốt truyện và nói rằng là một trong những video hay nhất của Aguilera.
Vào ngày 4 tháng 12 năm 2012, video "Your Body" được bầu chọn là video của năm bởi kênh FUSE TV, vượt qua nhiều video đình đám khác như "Part of Me" của Katy Perry và "What Makes You Beautiful" của One Direction.

## Danh sách ca khúc
- Tải kỹ thuật số[16]

1. "Your Body" – 4:00

- Đĩa CD[17]

1. "Your Body" – 3:59
2. "Your Body" (Papercha$er Radio Mix) – 4:01

- EP Remix kỹ thuật số[18]

1. "Your Body" – 4:00
2. "Your Body" (Ken Loi Remix) – 5:26
3. "Your Body" (Audien Remix) – 6:16
4. "Your Body" (Oxford Hustlers Radio Mix) – 3:42

## Xếp hạng
| Bảng xếp hạng (2012)                           | Vị trí cao nhất |
| ---------------------------------------------- | --------------- |
| Úc (ARIA)                                      | 59              |
| Áo (Ö3 Austria Top 40)                         | 19              |
| Bỉ (Ultratop Flanders)                         | 44              |
| Bỉ (Ultratip Wallonia)                         | 13              |
| Brazil (Billboard Hot 100 Airplay)             | 63              |
| Brazil (Billboard Hot Pop & Popular)           | 1               |
| Canada (Canadian Hot 100)                      | 10              |
| Cộng hòa Séc (Rádio Top 100)                   | 62              |
| Đan Mạch (Tracklisten)                         | 35              |
| Phần Lan (The Official Finnish Download Chart) | 21              |
| Pháp (SNEP)                                    | 84              |
| Đức (GfK)                                      | 29              |
| Hungary (Rádiós Top 40)                        | 23              |
| Ireland (IRMA)                                 | 46              |
| Nhật (Japan Hot 100)                           | 17              |
| Liban (The Official Lebanese Top 20)           | 6               |
| Hà Lan (Single Top 100)                        | 65              |
| New Zealand (Recorded Music NZ)                | 33              |
| Romania (Romanian Top 100)                     | 37              |
| Scotland (OCC)                                 | 16              |
| Slovakia (IFPI)                                | 27              |
| Tây Ban Nha (PROMUSICAE)                       | 22              |
| Thụy Điển (Digilistan)                         | 17              |
| Thụy Sĩ (Schweizer Hitparade)                  | 22              |
| Anh Quốc (OCC)                                 | 16              |
| Ukraine (FDR)                                  | 13              |
| Hoa Kỳ Billboard Hot 100                       | 34              |
| Hoa Kỳ Pop Airplay (Billboard)                 | 20              |
| Hoa Kỳ Dance Club Songs (Billboard)            | 1               |

## Lịch sử phát hành
| Quốc gia    | Ngày                | Định dạng                  |
| ----------- | ------------------- | -------------------------- |
| Úc          | 17 tháng 9 năm 2012 | Tải kỹ thuật số            |
| Brazil      | 17 tháng 9 năm 2012 | Tải kỹ thuật số            |
| Canada      | 17 tháng 9 năm 2012 | Tải kỹ thuật số            |
| Đan Mạch    | 17 tháng 9 năm 2012 | Tải kỹ thuật số            |
| Pháp        | 17 tháng 9 năm 2012 | Tải kỹ thuật số            |
| Ireland     | 17 tháng 9 năm 2012 | Tải kỹ thuật số            |
| Ý           | 17 tháng 9 năm 2012 | Tải kỹ thuật số            |
| New Zealand | 17 tháng 9 năm 2012 | Tải kỹ thuật số            |
| Na Uy       | 17 tháng 9 năm 2012 | Tải kỹ thuật số            |
| Bồ Đao Nha  | 17 tháng 9 năm 2012 | Tải kỹ thuật số            |
| Tây Ban Nha | 17 tháng 9 năm 2012 | Tải kỹ thuật số            |
| Mỹ          | 17 tháng 9 năm 2012 | Tải kỹ thuật số            |
| Mỹ          | 18 tháng 9 năm 2012 | Đài mainstream và rhythmic |
| Đức         | 2 tháng 11 năm 2012 | Đĩa CD                     |
| Anh         | 4 tháng 11 năm 2012 | Tải kỹ thuật số            |

## Liên kết khác
- "Your Body" trên trang web chính thức của Christina Aguilera Lưu trữ ngày 12 tháng 12 năm 2012 tại Wayback Machine
- Video âm nhạc chính thức của "Your Body" trên YouTube